# Hadena clavifera
Hadena clavifera là một loài bướm đêm trong họ Noctuidae.